# Augustin-Magloire Blanchet
Augustin-Magloire Blanchet (St-Pierre, Canadá, 22 de agosto de 1797-Vancouver, Estados Unidos, 25 de febrero de 1887) fue el primer obispo católico de la arquidiócesis de Seattle en Estados Unidos que anteriormente fue conocida como diócesis de Walla Walla y como diócesis de Nesqually. Fue ordenado sacerdote en 1821 sirviendo en la arquidiócesis de Quebec en Canadá y posteriormente fue nombrado obispo en 1846 por el papa Pío IX sirviendo en la región de Seattle hasta el día de su fallecimiento.